# Muras
Muras és un municipi de la província de Lugo a Galícia. Pertany a la Comarca da Terra Chá.
| 3.085 | 3.129 | 2.228 | 978 | 926 |
| Fonts: INE i IGE (Els criteris de registre censal variaren i les dades de l'INE i de l'IGE poden no coincidir.) |       |       |     |     |

## Economia
L'economia del municipi depèn en gran manera dels sectors agrícola i industrial, destacant a aportació de les empreses: Plàstics Ferro SL, Hypor Espanya G P SA, Tècnica d'Envasos Pesquers TEP SA, ER2 envasat amb tornada i reutilización SA, i Trans Gra-Mur SL. Un sector de recent implantació en aquesta zona, és el de la producció d'energia eòlica, amb importants inversions de les empreses: Iberdrola, Acciona, Ecyr i Norvento, el que suposa l'aprofitament que té Muras en l'activitat de les energies renovables. També són importants els ingressos econòmics procedents de l'ocupació oferta pels municipis limítrofs: la indústria d'As Pontes, i els serveis de Vilalba i Viveiro.

## Parròquies
- Ambosores (Santa María)
- A Balsa (Santa María)
- O Burgo (Santa María)
- Irixoa (San Xillao)
- Muras (San Pedro)
- Silán (Santo Estevo)
- O Sisto (Santa María)
- O Viveiró (Santa María)